# Niphona chapaensis
Niphona chapaensis là một loài bọ cánh cứng trong họ Cerambycidae.